# Grodzisk Wielkopolski

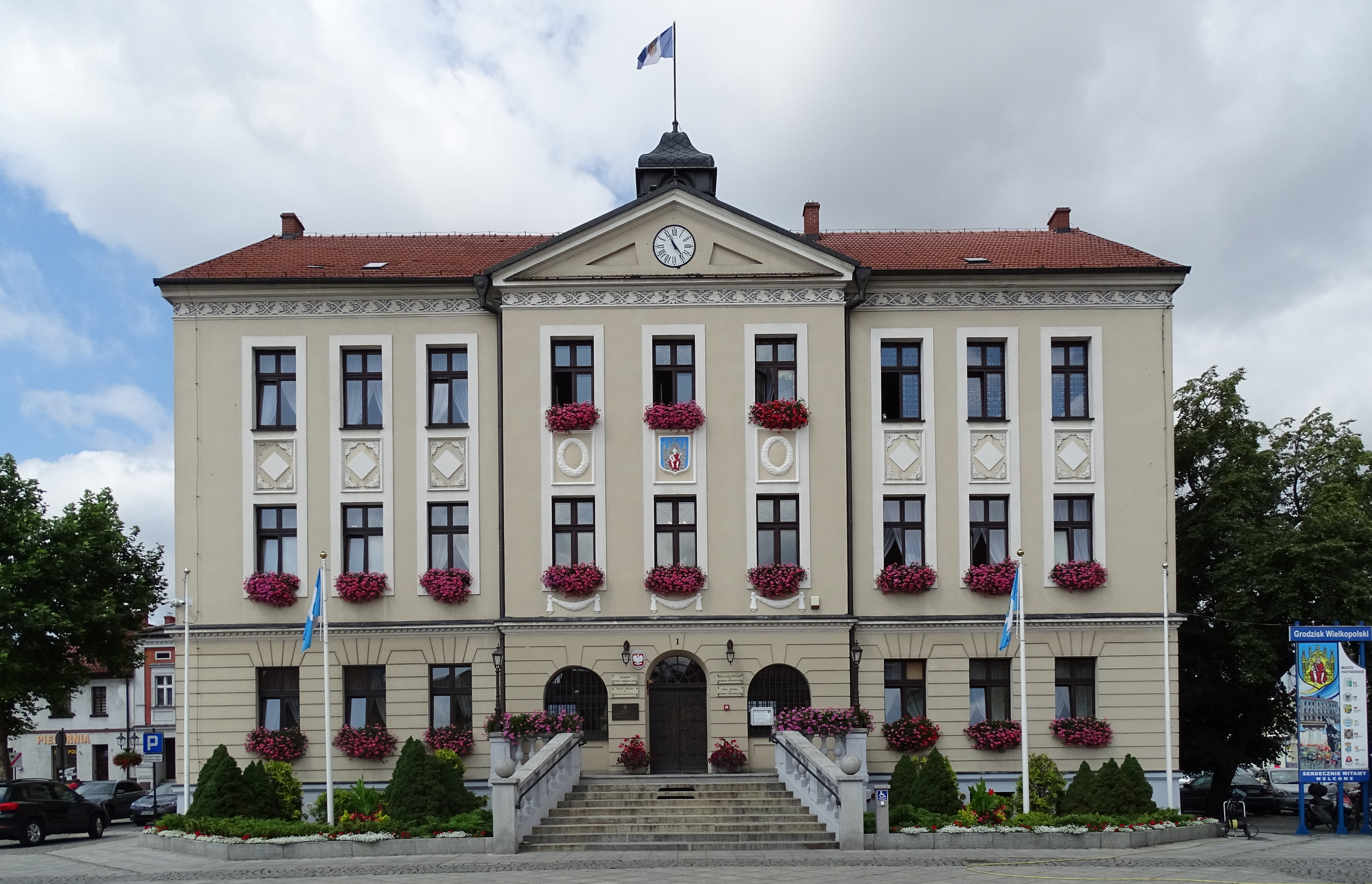
Ayuntamiento.

Grodzisk Wielkopolski es una ciudad de Polonia, en la provincia (voivodato) de la Gran Polonia (Polaco: województwo wielkopolskie), una de las 16 que conforman la República de Polonia, según la división administrativa del año 1998. Está localizada a 43 km al suroeste de Poznań. Contaba con una población de 13.703 habitantes en el año 2006.

## Toponimia
El nombre de la ciudad ha cambiado con frecuencia. Las versiones incluyen: Grodisze, Grottische, Grodisce, Grozisce, Grodih, Grodziscz, Grodyscze, Grodzysko, Grodzisko, al moderno Grodzisk. El nombre alemán Grätz también fue utilizado temporalmente.

## Culinario
- Grodziskie, estilo de cerveza

## Historia
El primer establecimiento conocido en el área actual de Grodzisk Wielkopolski se remonta a 1257. 
No se conoce la fecha exacta del nombramiento de ciudad, se estima que fue hacia 1303.
Los primeros judíos se asentaron en la ciudad al principio del siglo XVI. El primer documento para mover hacia atrás esto para arriba estaba en 1505, mencionando al judío  Abraham de Grodzisk. En yidis y hebreo, a la ciudad se la conoce como גרידץ (Gritz or Gritza).
En 1563, fue  fundada la escuela de Stanisław Ostroróg.
En 1593, el censoindicaba una población de aproximadamente 1.160 habitantes. La carta de ciudad fue renovada con la inclusión de una nueva ciudad a cerca de 150 metros de la vieja ciudad.
En 1601, fueron concedidos los primeros privilegios para la fabricación de cerveza. La ciudad llegó a ser rápidamente importante para la producción de la cerveza. Al final del siglo XVIII, había 53 cervecerías en la ciudad.
En 1626, la alcaldía de la ciudad fue adjudicada a la familia Opaliński, que permanecieron como alcaldes hasta 1775.
En 1793, la ciudad pasó a depender del Reino de Prusia.
Entre 1887 y 1918, Grätz, pues así fue llamada durante este tiempo, fue el asiento de la región de Kreis Grätz. 
Desde 1920 hasta 1932 fue una ciudad de Powiat, después de que la ciudad pasase a ser otra vez parte de Polonia.
Durante la Segunda Guerra Mundial, la ciudad pasó bajo control alemán. En Młyniewo, una aldea próxima, se construyó un campo de tránsito para el transporte de los campos de concentración, inicialmente para los judíos y más adelante para polacos y otros prisioneros de guerra. El 27 de enero de 1945 la ciudad fue liberada por el ejército rojo.
Después de la Segunda Guerra Mundial, la producción de la cerveza declinó y fue continuada en 1993. En 1999, la ciudad se convirtió otra vez en la sede de Powiat.

## Ciudades hermanas
- Betton, Francia
- Delligsen, Alemania
- Merksplas, Bélgica
- Torrelodones, España

## Personas célebres
- Rudolf Mosse (1843-1920), editor y filántropo
- Michał Drzymała (1857-1937), activista polaco
- Hans Heinrich Müller (1879-1951), arquitecto

## Deportes
- El Dyskobolia Grodzisk Wielkopolski es el equipo de fútbol, juega en la II Liga.